# Calliscarta expanda
Calliscarta expanda är en insektsart som beskrevs av Freytag 1988. Calliscarta expanda ingår i släktet Calliscarta och familjen dvärgstritar. Inga underarter finns listade i Catalogue of Life.